# Ghardája
Ghardája (arabština:  غرداية , berberština: ) je hlavní město
stejnojmenné provincie Ghardája v Alžírsku. Také je centrem údolí M'zab, které je světovým dědictvím dle organizace UNESCO. Má překvapivě zachovalou středověkou architekturu.

Poloha města v rámci stejnojmenné provincie